# 몬테네로발코키아라
몬테네로발코키아라(이탈리아어: Montaquila)는 이탈리아 몰리세주 이세르니아도의 코무네다.

## 사회

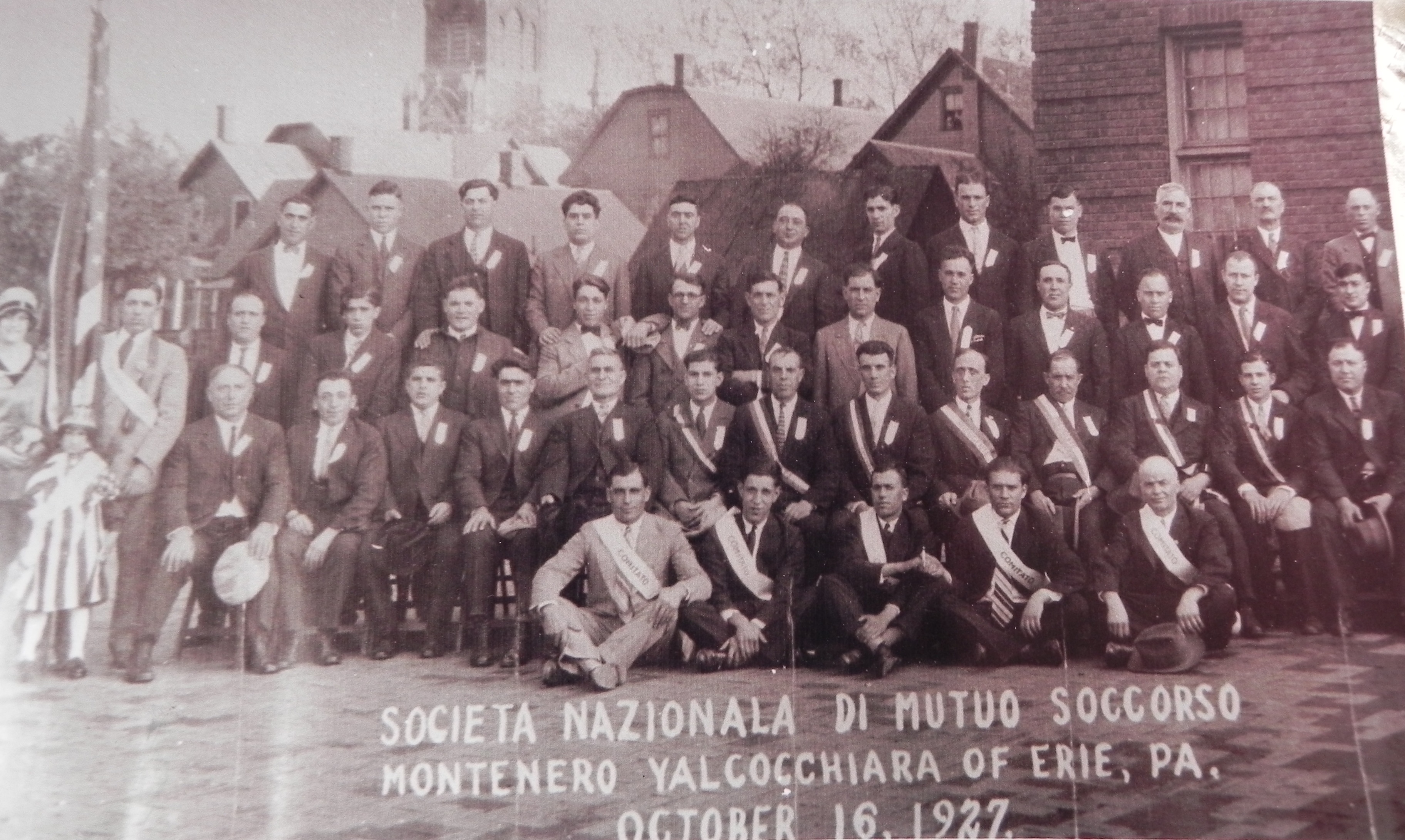
이리로 이주해간 몬테네로발코키아라 주민들

### 인구 변화
1900년 이후 이곳의 인구는 점차 감소하였다. 이곳 주민들은 미국이나 아르헨티나로 이주를 많이 갔다.